# Eutetrapha
Eutetrapha – rodzaj chrząszczy z rodziny kózkowatych i podrodziny zgrzypikowych.

## Zasięg występowania
Przedstawiciele tego rodzaju występują w Chinach, Laosie, Japonii oraz na Tajwanie.

## Systematyka
Do Eutetrapha należy 20 gatunków:
- Eutetrapha bicostata
- Eutetrapha chlorotica
- Eutetrapha chrysochloris
- Eutetrapha cinnabarina
- Eutetrapha complexa
- Eutetrapha elegans
- Eutetrapha flavoguttata
- Eutetrapha gui
- Eutetrapha laosensis
- Eutetrapha lini
- Eutetrapha metallescens
- Eutetrapha ocelota
- Eutetrapha parastigmosa
- Eutetrapha sedecimpunctata
- Eutetrapha shaanxiana
- Eutetrapha shiqianensis
- Eutetrapha stigmosa
- Eutetrapha tianmushana
- Eutetrapha velutinofasciata
- Eutetrapha weni